# Heliconia carmelae
Heliconia carmelae är en enhjärtbladig växtart som beskrevs av Abalo och G.Morales. Heliconia carmelae ingår i släktet Heliconia och familjen Heliconiaceae. Inga underarter finns listade.